# سي. ساندرز
سي. ساندرز (بالإنجليزية: C. J. Sanders)‏ (و. 1996  م) هو ممثل، وممثل أفلام، وممثل تلفزي، ولاعب كرة قدم أمريكية أمريكي، ولد في كاليفورنيا، مركز لعبه هو مستقبل واسع ‏.

## التعليم
تعلم في ثانوية نوتر دام ‏
.

## وصلات خارجية
- سي. ساندرز على موقع IMDb (الإنجليزية)
- سي. ساندرز على موقع قاعدة بيانات الفيلم (الإنجليزية)

- سي. ساندرز في قاعدة بيانات الأفلام على الإنترنت